# 小俣賢宝
小俣 賢宝（おまた けんぽう、生没年不詳）は、鎌倉時代中期の武士・僧侶。小俣法印と称す。
足利氏4代当主・足利泰氏の8男といわれる。下野国足利荘小俣を領して小俣氏を称した。子に頼宝。小俣氏は足利尊氏に従っていたが、賢宝の曾孫である義弘は尊氏に敵対し、敗れて甲斐国に土着したとされる。
小俣氏義、小俣氏連、小俣詮氏らは南北朝時代から室町時代初期にかけて、活躍した。嫡流子孫は足利将軍家に奉公衆として同族の上野氏らとともに仕えた。